# Zwevezele Koers
La Zwevezele Koers est une course cycliste belge disputée autour de Zwevezele, dans la commune flamande de Wingene (Flandre-Occidentale). Créée en 1949, il s'agit d'une kermesse professionnelle,. Elle se déroule sur un circuit plat plutôt favorable aux sprinteurs.
L'édition 1958 est réservée aux cyclistes indépendants. En 2020 et 2021, la course n'a pas lieu en raison de la pandémie de Covid-19. Le record de victoires est détenu par le Néerlandais Michel Cornelisse, qui a remporté la kermesse à quatre reprises.

## Palmarès
| Année     | Vainqueur              | Deuxième                  | Troisième               |
| --------- | ---------------------- | ------------------------- | ----------------------- |
| 1949      | Albert Ramon           | Georges Desplenter        | René Janssens           |
| 1950      | Omer Braeckeveldt      | Albert Ramon              | Julien Van Dycke        |
| 1951      | Lucien Mathys (nl)     | André Declerck            | Julien Plovie           |
| 1952      | Omer Braeckeveldt      | Henri Denys               | Roger Desmet            |
| 1953      | Henri Denys            | André Rosseel             | Roger Decock            |
| 1954      | Omer Braeckeveldt      | Henri Denys               | Lucien Victor           |
| 1955      | Henri Denys            | Firmin Bral               | Jozef Hendrickx         |
| 1956      | Pas organisé           | Pas organisé              | Pas organisé            |
| 1957      | Hilaire Couvreur       | Richard Van Genechten     | Arthur Decabooter       |
| 1958      | Oswald Declercq        | Norbert Coreelman         | Frans Despeghel         |
| 1959      | Jos Hoevenaers         | Rik Van Looy              | Oswald Declercq         |
| 1960      | Noël Foré              | Edgard Sorgeloos          | Oswald Declercq         |
| 1961      | Jo de Haan             | Emiel Lambrecht           | Rik Luyten              |
| 1962      | Gustaaf De Smet        | Antoon Declerck           | Hugo Scrayen            |
| 1963      | Noël Foré              | Benoni Beheyt             | Gustaaf De Smet         |
| 1964      | Gustaaf De Smet        | Willy Bocklant            | Norbert Kerckhove       |
| 1965      | Gustaaf De Smet        | Etienne Vercauteren       | Rik Luyten              |
| 1966      | Guido Reybrouck        | Gustaaf De Smet           | Alfons De Bal           |
| 1967      | Willy Van Neste        | Rik Van Looy              | Edward Sels             |
| 1968      | Jaak De Boever         | Georges Pintens           | Tony Houbrechts         |
| 1969      | Alfons De Bal          | Daniel Van Ryckeghem      | Herman Vrijders         |
| 1970      | Jacky Coene            | Eddy Verstraeten          | Arthur Van de Vyver     |
| 1971      | Eddy Peelman           | Jan Zoons                 | Cees Koeken             |
| 1972      | Freddy Maertens        | Christian Callens (nl)    | Fernand Hermie          |
| 1973      | Willy Planckaert       | Roger Loysch              | Eddy Verstraeten        |
| 1974      | Rik Van Linden         | Lucien Willekens          | Herman Vrijders         |
| 1975      | Walter Planckaert      | Albert Van Vlierberghe    | Frans Verhaegen         |
| 1976      | Albert Van Vlierberghe | Jos Schipper              | Alain Desaever (nl)     |
| 1977      | Lucien Willekens       | Willem Peeters            | Walter Naegels          |
| 1978      | Lieven Malfait         | Guido Van Sweevelt        | Walter Dalgal           |
| 1979      | Jacques Osmont         | Jos Schipper              | Alain De Roo            |
| 1980      | Frans Van Looy         | Ludo Peeters              | Alain Desaever (nl)     |
| 1981      | Luc Colijn             | Charly Jochums            | Eddy Vanhaerens         |
| 1982      | Jan Raas               | Frank Hoste               | Rudy Pevenage           |
| 1983      | Jacques Hanegraaf      | Rudy Pevenage             | Yvan Lamote             |
| 1984      | Dirk Heirweg           | Walter Planckaert         | Eddy Vanhaerens         |
| 1985      | Rudy Matthijs          | Alain De Roo              | Yvan Lamote             |
| 1986      | Allan Peiper           | Paul Haghedooren          | Danny Clark             |
| 1987      | Jacques Hanegraaf      | Peter Pieters             | Patrick Onnockx (nl)    |
| 1988      | Frank Hoste            | Claude Criquielion        | Gert Jakobs             |
| 1989      | Kurt Van Keirsbulck    | Ludo Giesberts            | Maarten Ducrot          |
| 1990      | Wiebren Veenstra       | Pierre Dewailly           | Frank Hoste             |
| 1991      | Eric Vanderaerden      | Michel Cornelisse         | Rudy Pevenage           |
| 1992      | Michel Cornelisse      | Eric Vanderaerden         | Jean-Pierre Heynderickx |
| 1993      | Jan Bogaert            | Martin van Steen          | Ludo Dierckxsens        |
| 1994      | Michel Cornelisse      | Danny Daelman             | John Talen              |
| 1995      | Michel Cornelisse      | Adriano Baffi             | Gert Vanderaerden       |
| 1996      | Peter De Clercq        | Lars Kristian Johnsen     | Johan De Geyter         |
| 1997      | Robbie Vandaele        | Bart Voskamp              | Wim Feys                |
| 1998      | Michel Cornelisse      | Chris Peers               | Adri van der Poel       |
| 1999      | Wim Feys               | Bart Heirewegh            | Chris Peers             |
| 2000      | Christophe Stevens     | Stefan Adamsson           | Christoph Roodhooft     |
| 2001      | Geoffrey Demeyere      | Jurgen de Jong            | Gino De Weirdt          |
| 2002      | Geert Omloop           | Chris Peers               | Geoffrey Demeyere       |
| 2003      | Andy De Smet           | Wilfried Cretskens        | Christophe Stevens      |
| 2004      | Martin Vestby          | Peter Ronsse              | Olivier Kaisen          |
| 2005      | Ben Day                | Roy Sentjens              | Wouter Weylandt         |
| 2006      | Bobbie Traksel         | Johnny Hoogerland         | Wouter Weylandt         |
| 2007      | Stefan Cohnen          | Phillip Schulz            | Vytautas Kaupas         |
| 2008      | Tyler Farrar           | Björn Leukemans           | Jurgen François         |
| 2009      | Geert Omloop           | Jonas Van Genechten       | Pieter Ghyllebert       |
| 2010      | Andy Cappelle          | Frédéric Amorison         | Maxim Debusschere (nl)  |
| 2011      | Niko Eeckhout          | Yoeri Havik               | Joeri Stallaert         |
| 2012      | Wim Stroetinga         | Francesco Van Coppernolle | Kurt Hovelijnck         |
| 2013      | Oscar Riesebeek        | Tim Declercq              | Tom Vermeer             |
| 2014      | Yves Lampaert          | Oliver Naesen             | Stefan Poutsma          |
| 2015      | Wouter Mol             | Tosh Van der Sande        | Dennis Coenen           |
| 2016      | Timothy Dupont         | Michael Van Staeyen       | Timothy Stevens         |
| 2017      | Edward Theuns          | Jan-Willem van Schip      | Emiel Vermeulen         |
| 2018      | Peter Schulting        | Xandro Meurisse           | Ivar Slik               |
| 2019      | Alexandar Richardson   | Baptiste Planckaert       | Maxime Vantomme         |
| 2020-2021 | Pas organisé           | Pas organisé              | Pas organisé            |
| 2022      | Lionel Taminiaux       | Cees Bol                  | Stan Van Tricht         |
| 2023      | Gerben Thijssen        | Stan Van Tricht           | Gianni Vermeersch       |
| 2024      | Jonas Rickaert         | Tars Poelvoorde           | Dries De Bondt          |